# Albert Oehlen
Albert Oehlen (nascido em 17 de setembro de 1954) é um pintor alemão. Está ligado, embora não exclusivamente, à corrente neoexpressionista e ao abstraccionismo. Vive e trabalha em Bühler, na Suíça, e em Segóvia, em Espanha.

## Vida e obra
Nascido em Krefeld, na Alemanha Ocidental, Oehlen mudou-se para Berlim, em 1977, onde trabalhou como garçom e decorador, juntamente com o seu amigo, o artista Werner Büttner. Oehlen formou-se na Hochschule für bildende Künste Hamburg, em 1978.
Intimamente associado à cena artística de Colónia, Oehlen foi membro do Lord Jim Lodge, junto com o pintor Martin Kippenberger, entre outros. A sua arte está relacionada com o movimento Neue Wilde. Mais tarde, seria descrito como um 'radical livre'.
Influenciado por outros pintores alemães como Georg Baselitz, Sigmar Polke e Gerhard Richter, Oehlen concentra-se no próprio processo da pintura. Durante a década de 1980, começou a combinar elementos abstractos e figurativos nas suas obras, como parte de uma reacção em relação à estética neoexpressionista predominante na época. Nos anos seguintes, Oehlen trabalhou dentro de parâmetros auto-impostos. Utilizou apenas tons de cinza para as suas pinturas "Cinzentas" e limitou-se ao vermelho, amarelo e azul para outra série do que intitulou de pinturas "más", que incluía o seu infame retrato de Adolf Hitler (1986). Nas suas pinturas do final da década de 1990, cada peça consiste em manchas e linhas de tinta que Oehlen pintou e borrifou sobre imagens coladas, transferidas para a tela pelo tipo de impressora jacto de tinta gigantesca usada para fabricar cartazes.
Em 2002, Oehlen exibiu a série Auto-Retratos, que incluía oito autorretratos entre eles, Frühstück Now (Auto-Retrato) (1984), Auto-Retrato de Boca Aberta (2001) e Auto-Retrato como uma Mulher Holandesa (1983).
No seu trabalho mais recente, recortes planos e figurativos - todos produtos de design auxiliado por computador, e traços gestuais de tinta a óleo - são colocados ao serviço da colagem. Nas suas recentes Finger Paintings, os anúncios coloridos são uma extensão da tela, fornecendo superfícies fragmentadas e prontas para as marcas viscerais de Oehlen, feitas com as suas mãos, bem como com pincéis, trapos e latas de spray.
Em 2014, a Skarstedt Gallery, em Nova Iorque, sediou a sua exposição Fabric Paintings, apresentando quatorze das vinte pinturas concebidas de 1992 a 1996, e a maioria mantidas no seu estúdio. Em 2015, Oehlen teve a sua primeira grande exposição em Nova Iorque, Albert Oehlen: Home and Garden, no Novo Museu de Arte Contemporânea, uma seleção de autorretratos das décadas de 1980 e 1990.
Oehlen foi professor de pintura na Kunstakademie Düsseldorf, de 2000 a 2009.

## Vida pessoal
Oehlen é irmão do colega pintor Markus Oehlen, e o seu pai também foi artista. Mora com a sua esposa, Esther Freund, e os seus três filhos, numa aldeia perto de Bühler.

## Recepção crítica
Oehlen tem recebido críticas díspares sobre a sua obra. Em 2013, o site ArtDaily descreveu Oehlen como "um dos mais influentes, mas também um dos mais controversos pintores contemporâneos".

## Mercado de arte
A Galerie Max Hetzler deu a Oehlen a sua primeira exposição individual em 1981. Num leilão da Christie's, em Londres, em 2014, um dos autorretratos de Oehlen de 1984 foi vendido por US$ 1,8 milhões. Num novo leilão da Christie's em Março de 2017, o seu Autorretrato com Paleta foi vendido por US$ 3.623.230. Em Junho de 2019, num leilão da Sotheby's em Londres, o seu Auto-retrato com Mãos Vazias foi vendido por US$ 7.542.157, um novo recorde para o artista.